# Gonzalo Candia
Gonzalo Alonso Candia San Martín (Santiago, Región Metropolitana de Santiago, Chile, 18 de julio de 1994) es un futbolista chileno. Juega de mediocampista.

## Trayectoria
Comenzó jugando en el club amateur Unión Antártico de su comuna, Lo Prado, donde lo vieron agentes del club Santiago Wanderers quienes lo llevaron en un comienzo a la escuela de Quinta Normal para luego pasar a las divisiones inferiores de Valparaíso. Sus buenas actuaciones en los torneos juveniles hicieron que fuera llamado al primer equipo para el inicio del club porteño en la Copa Chile 2012.
Su debut oficial se daría durante la Copa Chile 2014/15 en la derrota de su equipo frente a AC Barnechea donde obtendría su primer contrato como futbolista profesional, posteriormente volvería a las divisiones inferiores sub-19 y se convertirían en campeones nacionales del torneo de clausura. Después de eso partiría a préstamo a San Antonio Unido de la Segunda División Profesional donde tendría mayor continuidad en un cuadro que quedaría segundo. 
Finalizado su préstamo regresaría a su club formador redebutando como titular frente a Deportes La Serena en la Copa Chile 2016 convirtiendo inmediatamente su primer gol como profesional en la derrota de su equipo dos a uno, luego permanecería como opción en el plantel porteño. Tras ese año seguiría en Wanderers e Copa Chile 2017 siendo parte así del campeonato obtenido por su club frente a universidad de chile .2018 volvería a ver acción por Santiago Wanderers jugando la Primera B de la mano de Nicolás Cordoba Blaseg

## Estadísticas

### Clubes
| Club                       | Div.          | Temporada     | Liga  | Liga  | Copas nacionales | Copas nacionales | Torneos internacionales | Torneos internacionales | Total | Total |
| Club                       | Div.          | Temporada     | Part. | Goles | Part.            | Goles            | Part.                   | Goles                   | Part. | Goles |
| -------------------------- | ------------- | ------------- | ----- | ----- | ---------------- | ---------------- | ----------------------- | ----------------------- | ----- | ----- |
| Santiago Wanderers · Chile | 1ª            | 2014          | —     | —     | 1                | 0                | —                       | —                       | 1     | 0     |
| Santiago Wanderers · Chile | 1ª            | 2015-16       | —     | —     | —                | —                | —                       | —                       | 0     | 0     |
| Santiago Wanderers · Chile | 1ª            | 2016-17       | 2     | 0     | 1                | 1                | —                       | —                       | 3     | 1     |
| Santiago Wanderers · Chile | 1ª            | 2017          | —     | —     | —                | —                | —                       | —                       | 0     | 0     |
| Santiago Wanderers · Chile | 2ª            | 2018          | 1     | 0     | —                | —                | —                       | —                       | 1     | 0     |
| Santiago Wanderers · Chile | Total club    | Total club    | 3     | 0     | 2                | 1                | 0                       | 0                       | 5     | 1     |
| San Antonio Unido · Chile  | 3ª            | 2015-16       | 10    | 0     | —                | —                | —                       | —                       | 10    | 0     |
| San Antonio Unido · Chile  | Total club    | Total club    | 10    | 0     | 0                | 0                | 0                       | 0                       | 10    | 0     |
| Total carrera              | Total carrera | Total carrera | 13    | 0     | 2                | 1                | 0                       | 0                       | 15    | 1     |
| 1. 2.                      |               |               |       |       |                  |                  |                         |                         |       |       |

### Resumen estadístico
| Competición                  | Partidos | Goles |
| ---------------------------- | -------- | ----- |
| Primera División             | 2        | 0     |
| Primera B                    | 1        | 0     |
| Segunda División Profesional | 10       | 0     |
| Copa Chile                   | 2        | 1     |
| Total                        | 15       | 1     |

## Palmarés

### Títulos nacionales
| Título     | Club               | País  | Año  |
| ---------- | ------------------ | ----- | ---- |
| Copa Chile | Santiago Wanderers | Chile | 2017 |

### Distinciones individuales
| Distinción                 | Año  |
| -------------------------- | ---- |
| Medalla Cruce de Los Andes | 2017 |